# Halenia weddelliana
Halenia weddelliana es una planta de la familia Gentianaceae, conocida coloquialmente como cacho de venado, esta especie es nativa de Colombia, Ecuador y Perú. Habita en páramos y pastizales de gran altitud.

## Galería

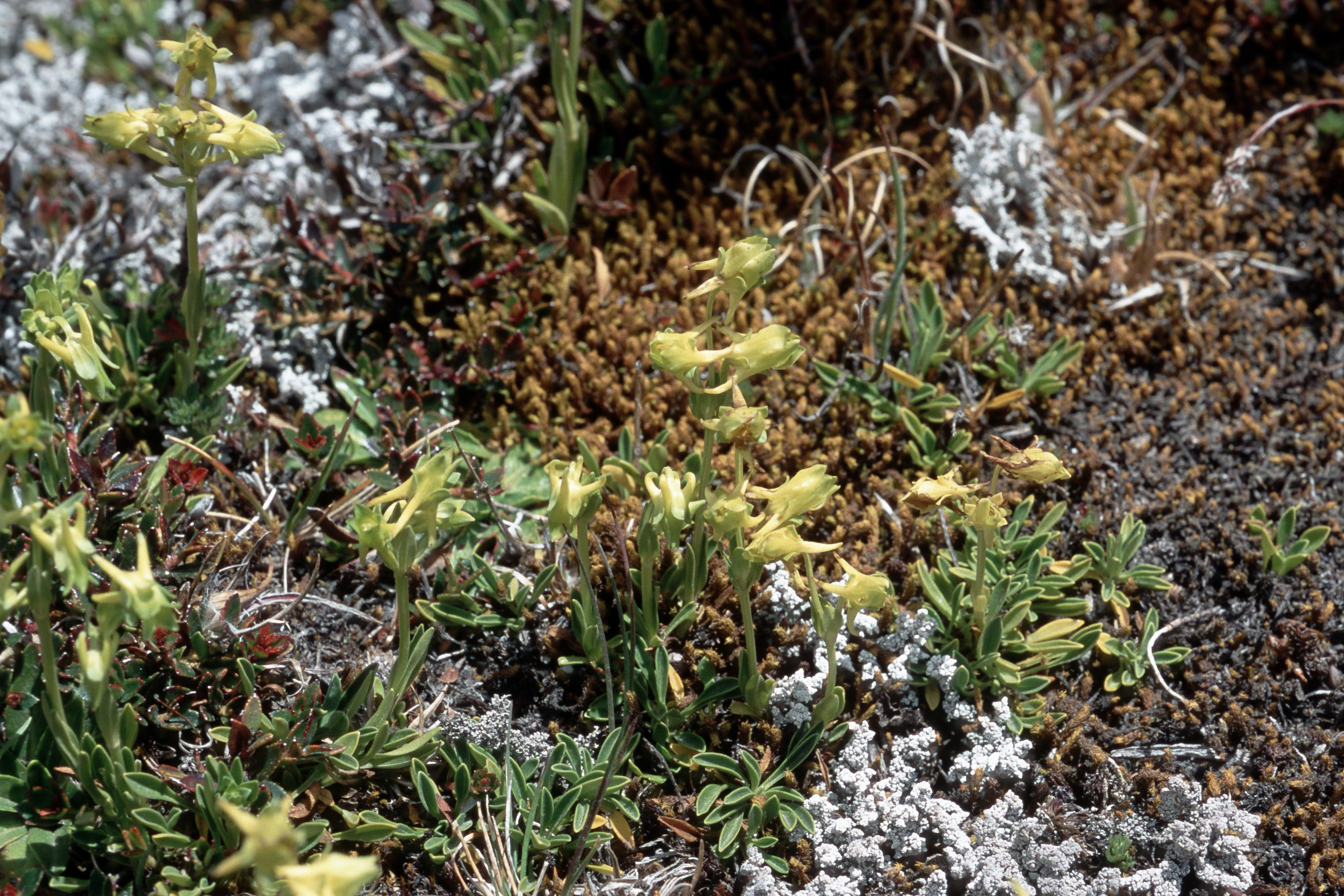
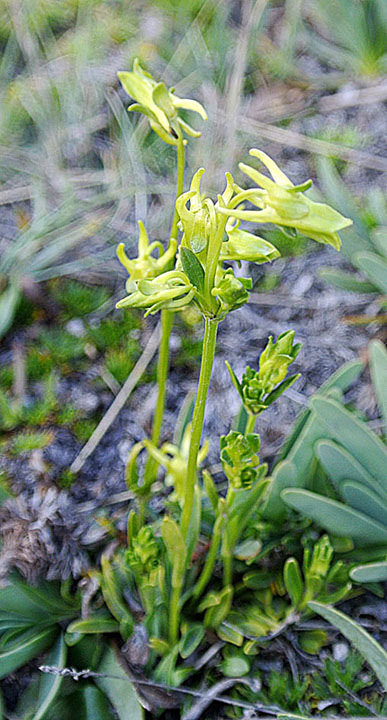